# Janesville (Wisconsin)
Janesville è una città degli Stati Uniti di 63.575 abitanti (2010), capoluogo della Contea di Rock, nello Stato del Wisconsin. La città è stata fondata nel 1835. La struttura organizzativa e tutti gli uffici della Conferenza generale dei Battisti del Settimo Giorno per gli Stati Uniti ed il Canada sono mantenuti a Janesville.

## Geografia fisica
Le coordinate geografiche della città sono 42°41′02″N 89°00′59″W (42.683889, -89.016389). Janesville ha una superficie di 72,8 km2 di cui 71,2 coperti da terra e 1,6 coperti d'acqua. Le località situate nei paraggi di Jansville sono: Edgerton, Milton, Footville, Beloit e Clinton.

## Società

### Evoluzione demografica
Secondo il censimento del 2000, Janesville contava 59.498 abitanti e 15.747 famiglie. La densità di popolazione era di 817,28 abitanti per chilometro quadrato. Le unità abitative erano 25.083, con una media di 344,54 per chilometro quadrato. Le unità abitative occupate erano 23.894. La composizione razziale contava il 95,27% di bianchi, 1,26% di afroamericani, lo 0,25% di nativi americani, lo 0,96% di asiatici, e l'1,02% di altre razze. Gli ispanici e i latini erano il 2,64% della popolazione residente.

Il 26,2% della popolazione aveva meno di 18 anni, l'8,3% da 18 a 24 anni, il 31,2% da 25 a 44 anni, il 21,4% da 45 a 64 anni e il 12,9% da 65 anni in su. L'età media della popolazione era di 35 anni. Per ogni 100 donne, c'erano 95,6 uomini. Il reddito mediano per una famiglia residente nella città era di $45.961. Gli uomini avevano un reddito di $40.910, mentre le donne avevano un reddito mediano di $26.423. Circa il 4,3% delle famiglie e il 6,5% della popolazione era al di sotto della soglia di povertà.
| Anno | Abitanti |
| ---- | -------- |
| 1980 | 51.071   |
| 1990 | 52.210   |
| 2000 | 59.498   |